# Andrea Bocelli
Andrea Bocelli, OMRI, OMDSM (phát âm tiếng Ý: [anˈdrɛːa boˈtʃɛlli]; sinh ngày 22 tháng 9 năm 1958) là một ca sĩ, nhạc sĩ và nhà sản xuất thu âm nổi tiếng người Ý. Bocelli đã thu âm 16 album phòng thu đơn ca trong cả nhạc pop và nhạc cổ điển, ba album tuyệt tác và chín vở opera hoàn chỉnh, với doanh số đĩa hát lên tới hơn 90 triệu bản trên toàn thế giới. Ông rất thành công với tư cách là một nghệ sĩ biểu diễn pha trộn các thể loại âm nhạc, đưa âm nhạc cổ điển đứng đầu các bảng xếp hạng nhạc pop quốc tế.
Khi sinh ra, thị lực của Bocelli rất kém, và ông hoàn toàn bị mù khi lên 12, sau một tai nạn lúc chơi bóng đá cùng bạn bè.
Năm 1998, Bocelli được xướng danh trong danh sách 50 người đẹp nhất thế giới của tạp chí People. Năm 1999, ông nhận được đề cử Nghệ sĩ mới xuất sắc nhất tại Giải Grammy. Ca khúc "The Prayer" là bản song ca của ông cùng Celine Dion cho bộ phim hoạt hình Quest for Camelot đã thắng Giải Quả cầu vàng cho ca khúc trong phim hay nhất và được đề cử cho Giải Oscar cho ca khúc trong phim hay nhất. Ông đã được liệt kê trong Sách Kỷ lục Guinness với việc phát hành album nhạc cổ điển Sacred Arias, khi ông đồng thời giữ ba vị trí hàng đầu trên bảng xếp hạng nhạc cổ điển Hoa Kỳ US Classical Albums.
Bocelli đã được phong tước Đại Sĩ quan của Huân chương Cộng hòa Ý năm 2006, và được vinh danh với một ngôi sao trên Đại lộ Danh vọng Hollywood vào ngày 2 tháng 3 năm 2010, vì những đóng góp của ông cho Nhà hát Live Theater, Los Angeles. Celine Dion đã từng nói "Nếu Chúa có giọng hát, thì giọng của người rất gần với giọng của Andrea Bocelli," và David Foster, một nhà sản xuất thu âm, thường xuyên mô tả giọng hát của Bocelli như giọng ca tuyệt vời nhất trên thế giới.

## Album
- Il mare calmo della sera (1994) P.B #19
- Bocelli (album) (1995) P.B #1, (1996) All #1
- Viaggio Italiano (1996) All #15
- II mare calmo della sera (1996) Redistribution All #40
- Romanza (1996) E.U #35, R.U #6, P.B #1
- Aria, The Opera Album (1997) E.U #59, R.U #33
- Hymn for the World (1997)
- Viaggio italiano (1998) Redistribution P.B #8, E.U #153, R.U #55
- Hymn for the World 2 (1998)
- Sogno (1999) #4 E.U, #4 R.U
- Sacred Arias (1999) #22 E.U, #20
- Verdi (album) #23 E.U, #2 ITA, # 17 R.U
- Cieli di Toscana (2001) #11 E.U, #3 R.U, #3 ITA
- Sentimento (2002) #12 E.U, #7 R.U, #13 ITA
- Viaggio italiano (2003) Redistribution R.U #24
- Andrea (album) E.U #16, R.U #19, ITA #6
- Amore (2006) E.U #3, R.U #4, P.B #1, ITA #2
- The Best of Andrea Bocelli: Vivere (2007)E.U #9 R.U #4
- Incanto (2008)
- My Christmas (2009)